# Osmia liogastra
Osmia liogastra är en biart som beskrevs av Cockerell 1933. Osmia liogastra ingår i släktet murarbin, och familjen buksamlarbin. Inga underarter finns listade i Catalogue of Life.